# イガク
「イガク」は原口沙輔による楽曲。ボーカロイドに重音テトが起用されている。

## 構成
歌詞の内容は曲名に沿って医学を連想させるワードが多く使われている。

## 影響
The VOCALOID Collection 〜2024 Winter〜TOP100ランキングで首位を獲得した。
2024年8月3日にゲーム『プロジェクトセカイ カラフルステージ! feat. 初音ミク』に追加された。
「MUSIC AWARDS JAPAN 2025」の「最優秀ボーカロイドカルチャー楽曲賞」にノミネートされた。

## チャート成績
原口の前作「人マニア」に続いてBillboard JAPANが発行しているニコニコ VOCALOID SONGS TOP20において首位を獲得した。

## ミュージックビデオ
ミュージックビデオは2024年2月23日にニコニコ動画で、同年2月28日にYouTubeで原口自身のYouTubeチャンネルで公開された。YouTubeでの総再生回数は2600万回以上再生されている。
実写の映像とCGを合成したものになっている。抽象化された重音テトのようなキャラクターが登場するなど「人マニア」のミュージックビデオに近い演出になっている。